# Chytri
Chytri (łac. Diœcesis Chytriensis) – stolica historycznej diecezji w Cesarstwie Rzymskim (prowincja Ciprus), współcześnie na Cyprze. Pierwszym wzmiankowanym w źródłach biskupem tej diecezji był Pappus (IV w.). Od XVIII w. katolickie biskupstwo tytularne, wakujące od 1966.

## Biskupi tytularni
| Lp. | Biskup                     | Od               | Do               |
| --- | -------------------------- | ---------------- | ---------------- |
| 1   | Andrea Duranti             | 11 marca 1743    | brak danych      |
| 2   | Patrick Lambert OFMRef.    | 30 lipca 1805    | 1817             |
| 3   | Martinus Johannes Niewindt | 20 września 1842 | 12 stycznia 1860 |
| 4   | Narcisse Zéphirin Lorrain  | 14 lipca 1882    | 6 maja 1898      |
| 5   | Auguste Fortineau CSSp     | 17 lipca 1914    | 9 lutego 1948    |
| 6   | Miguel Nóvoa Fuente        | 9 kwietnia 1956  | 20 maja 1966     |